# Warface: Breakout
Warface: Breakout — компьютерная игра в жанре шутера от первого лица, разработанная студией Allods Team и выпущенная для консолей PlayStation 4 и Xbox One компанией My.Games. Анонс и выход игры состоялся 26 мая 2020 года. Серверы игры были закрыты 30 апреля 2024 года.

## Игровой процесс
Warface: Breakout — тактический командный шутер, вдохновлённый классическим геймплеем в стиле Counter-Strike, где одна команда из пяти игроков устанавливает бомбу у выбранной ключевой точки, а другая должна этому помешать, разминировав заряд или уничтожив противников. Противостояние идёт между двумя группировками наёмников будущего — «Стражами» и «Жнецами».
На запуске Breakout имела пять мультиплеерных карт и один игровой режим — «Найти и уничтожить». За выполнение целей и уничтожение противников игрок получает кредиты, которые можно потратить на приобретение снаряжения в ходе матча. Каждая сторона обладает уникальным арсеналом. Доступен большой объём настоящих моделей оружия, каждая из которых имеет различные характеристики и поведение (пистолеты, пистолеты-пулемёты, дробовики, штурмовые и снайперские винтовки).
В игре представлена система сезонов, которые запускаются раз в несколько месяцев. С каждым сезоном Warface: Breakout получает новый контент и функции, которые доступны всем обладателям игры — новые карты, режимы, косметические предметы и так далее.

## Разработка и выпуск
Проект представляет собой спин-офф в рамках франшизы Warface и развивается параллельно с оригинальной условно-бесплатной игрой. Warface: Breakout — платная игра с микротранзакциями, направленными на получение косметического контента. Игра была анонсирована 26 мая 2020 года и выпущена в тот же день.

## Отзывы и критика
| Сводный рейтинг       | Сводный рейтинг |
| Агрегатор             | Оценка          |
| --------------------- | --------------- |
| Metacritic            | (XONE) 66/100   |
| Русскоязычные издания |                 |
| Издание               | Оценка          |
| PlayGround.ru         | 8,5/10          |
| «Игры Mail.ru»        | 8,5/10          |

Игра получила смешанные отзывы от критиков. Средний балл версии для Xbox One на агрегаторе оценок Metacritic составил 66 баллов из 100 возможных.